# 8255 Масьєро
8255 Масьєро (8255 Masiero, 1981 EZ18) — астероїд головного поясу, відкритий 2 березня 1981 року.
Тіссеранів параметр щодо Юпітера — 3,371.